# Biemnida
Ordre
Biemnida est un ordre d'animaux de l'embranchement des éponges (les éponges sont des animaux sans organes ou appareils bien définis).

## Taxonomie
L'ordre Biemnida est décrit en 2013 par la spongiologue irlandaise Christine Morrow.
Publication originale
- (en) Christine Morrow, N.E. Redmond, B.E. Picton, R.W. Thacker, A.G. Collins, C.A. Maggs, J.D. Sigwart et A.L. Allcock, « Molecular Phylogenies Support Homoplasy of Multiple Morphological Characters Used in the Taxonomy of Heteroscleromorpha (Porifera, Demospongiae) », Integrative and Comparative Biology, vol. 53, no 3,‎ septembre 2013, p. 428–446 (DOI 10.1093/icb/ict065)

## Liste des familles
L'ordre Biemnida comprend les familles suivantes :
- Biemnidae Hentschel, 1923
- Rhabderemiidae Topsent, 1928